# Резенди-Коста
Резенди-Коста (порт. Resende Costa) — муниципалитет в Бразилии, входит в штат Минас-Жерайс. Составная часть мезорегиона Кампу-дас-Вертентис. Входит в экономико-статистический микрорегион Сан-Жуан-дел-Рей. Население составляет 10 802 человека на 2006 год. Занимает площадь 631,561 км². Плотность населения — 17,1 чел./км².

## История
Город основан 2 июня 1912 года. 

## Статистика
- Валовой внутренний продукт на 2003 год составляет 36 162 876,00 реалов (данные: Бразильский институт географии и статистики).
- Валовой внутренний продукт на душу населения на 2003 год составляет 3415,46 реалов (данные: Бразильский институт географии и статистики).
- Индекс развития человеческого потенциала на 2000 год составляет 0,736 (данные: Программа развития ООН).